# Nabis rubritinctus
Nabis rubritinctus är en insektsart som beskrevs av Blackburn 1888. Nabis rubritinctus ingår i släktet Nabis och familjen fältrovskinnbaggar. Inga underarter finns listade i Catalogue of Life.